# C. R. M. F. Cruttwell
Charles Robert Mowbray Fraser Cruttwell (Norfolk, 23 de maio de 1887 – Bristol, 14 de março de 1941) foi um historiador e acadêmico britânico que atuou como reitor e, posteriormente, diretor do Hertford College, em Oxford. Seu campo de especialização foi sobre a história da Europa moderna, sendo seu trabalho mais notável A History of the Great War, 1914–18. No entanto, é lembrado principalmente pela perseguição que o romancista Evelyn Waugh teve contra ele, na qual mostrou desgosto pelo seu antigo tutor, usando repetidamente o nome "Cruttwell" em seus primeiros romances e histórias para retratar uma sequência de acontecimentos desagradáveis ou personagens ridículos. A humilhação por este acontecimento pode ter contribuído para o colapso mental final de Cruttwell.
Cruttwell ganhou honrarias de primeira classe no The Queen's College, Oxford, sendo promovido com uma bolsa de estudos no All Souls College, Oxford, em 1911, tornando-se professor de história no Hertford College no ano seguinte. Sua carreira acadêmica foi interrompida pelo serviço militar na Primeira Guerra Mundial, período no qual sofreu ferimentos graves; ele voltou para Oxford em 1919 e tornou-se reitor de Hertford e, em seguida, diretor da faculdade em 1930. Foi durante sua gestão como reitor que a rivalidade com Evelyn Waugh se desenvolveu, enquanto Waugh era um pesquisador de história em Hertford nos anos de 1922–1924. Waugh manteve essa hostilidade até pouco tempo antes da morte de Cruttwell.
O mandato de Cruttwell como diretor de Hertford viu a produção de seus trabalhos acadêmicos mais importantes, incluindo sua história da guerra, que lhe rendeu o grau de DLitt (doutorado em Letras). Além de seus deveres universitários e acadêmicos, Cruttwell ocupou vários cargos administrativos na universidade e foi membro de seu Conselho Hebdomadal, ou corpo governante. Na vida privada, Cruttwell serviu como juiz de paz em Hampshire, onde tinha uma casa de campo, e concorreu sem sucesso à cadeira parlamentar da universidade nas eleições gerais de 1935, representando o Partido Conservador. Problemas de saúde, agravados por seus ferimentos de guerra, causaram sua aposentadoria da reitoria de Hertford em 1939. Um colapso mental levou à sua internação em uma instituição, onde morreu dois anos depois.

## Primeiros anos e carreira

### Antecedentes familiares, infância e educação
O irmão mais velho dos três filhos do Rev. Charles Thomas Cruttwell, Reitor da Igreja de Santa Maria, Cruttwell nasceu em 23 de maio de 1887, na vila de Denton, Norfolk. Seu pai era um pesquisador e historiador da literatura romana; sua mãe Annie (nascida Mowbray) era filha de Sir John Mowbray, que atuou como membro conservador do parlamento por Durham entre 1853 a 1868, e esteve em uma das duas cadeiras parlamentares da Universidade de Oxford nos anos de 1868 a 1899. O jovem Cruttwell estudou na Rugby School, onde em 1906 ganhou uma bolsa de estudos para o Queen's College, em Oxford, para ler clássicos e história. No Queen's, Cruttwell desfrutou de considerável sucesso acadêmico, incluindo um diploma de primeira classe em história moderna. Em 1911, foi promovido para uma bolsa no All Souls College e, um ano depois, foi nomeado para atuar como professor de história no Hertford College.

### Primeira Guerra Mundial
Com o início da Primeira Guerra Mundial em agosto de 1914, Cruttwell foi nomeado como segundo-tenente no Batalhão 1/4º do Regimento Royal Berkshire, uma unidade da Força Territorial na qual seu irmão também servia. Em 1915, ele estava servindo nas trincheiras, na França e em Flandres, além de liderar várias patrulhas na terra de ninguém, e recebeu um grave ferimento na perna. No início de 1916, problemas persistentes de mialgia e reumatismo o levaram a ser declarado inapto para o serviço militar. Em agosto de 1917, foi instrutor de um Batalhão de Treinamento de Oficiais em Oxford e, no final do combate, ingressou no Departamento de Inteligência do Ministério da Guerra. Desmobilizado em 1919, retomou sua vida acadêmica em Oxford, e em 1922 publicou um breve histórico das façanhas de seu regimento durante a guerra.
Além de seus efeitos físicos, a experiência de guerra de Cruttwell aparentemente infligiu danos psicológicos permanentes em sua personalidade, substituindo as boas maneiras gerais de sua juventude por um personagem temperamental, impaciente e agressivo. O romancista Evelyn Waugh, estudante de graduação em Hertford na década de 1920, escreveu, posteriormente, que "era como se ele nunca tivesse se limpado da lama das trincheiras".

## Atuação acadêmica no Hertford College

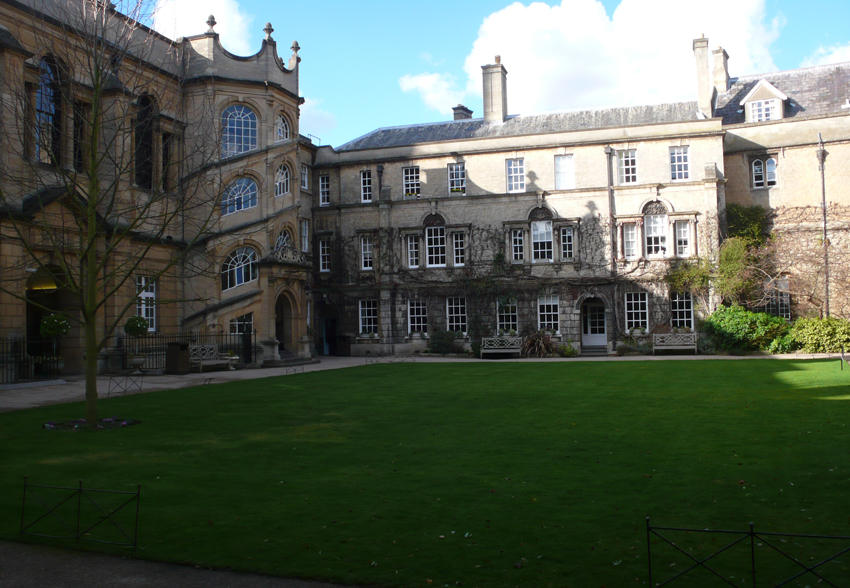
Hertford College, em Oxford. Instituição de ensino onde Cruttwell se destacou em sua vida acadêmica

Em seu retorno ao Hertford College, Cruttwell foi promovido para uma bolsa de estudos em história moderna e, um ano depois, foi escolhido reitor de Hertford, responsável pela disciplina geral dentro do colégio; ele ocupou este cargo por cinco anos. Ele também se tornou ativo na administração da Universidade de Oxford e foi eleito para seu corpo governante, o Conselho Hebdomadal. Ele trabalhou como comissário estatutário da universidade e foi um dos vários acadêmicos nomeados pelo vice-chanceler como delegados da editora Oxford University Press.
A competência administrativa de Cruttwell foi reconhecida em 1930, quando foi eleito diretor do Hertford College. Nesse cargo, ele ajudou a criar a escola de geografia da universidade e providenciou para que a primeira cátedra de geografia de Oxford fosse baseada em Hertford. Durante seu mandato como diretor, ele completou seus trabalhos acadêmicos mais significativos, incluindo sua história da Grande Guerra (1934), que lhe rendeu o diploma de Oxford como Mestre em Letras. Em 1936, Cruttwell participou da Palestra de Lees-Knowles no Trinity College, Cambridge, cujo tema foi "O Papel da Estratégia Britânica na Grande Guerra" (em inglês: The Role of British Strategy in the Great War). No mesmo ano, ele publicou uma biografia do duque de Wellington e, em 1937, produziu seu último trabalho acadêmico importante, A History of Peaceful Change in the Modern World. Uma tentativa em 1935 de imitar seu avô e se tornar um dos membros do parlamento da universidade fracassou quando, como candidato conservador nas eleições gerais de 1935, Cruttwell foi derrotado. Um adversário independente, AP Herbert, venceu-o na terceira votação em um único sistema de voto transferível. Esta foi a primeira vez desde a década de 1860 em que um conservador deixou de ocupar qualquer uma das duas cadeiras da universidade, uma humilhação notada com prazer por Waugh, que nutria uma profunda hostilidade para com seu ex-tutor. De acordo com o jornal britânico The Times, Cruttwell subestimou a natureza e a determinação da oposição e considerou sua eleição garantida como conservador. Nas primeiras escolhas, ele ficou em último lugar na votação com apenas 1 803 votos, enquanto seu companheiro de chapa conservador, Lord Hugh Cecil, ganhou 7 365, quase cinco vezes mais. Como obteve menos de um oitavo dos primeiros votos, Cruttwell perdeu seu depósito eleitoral.

## Rivalidade com Evely Waugh

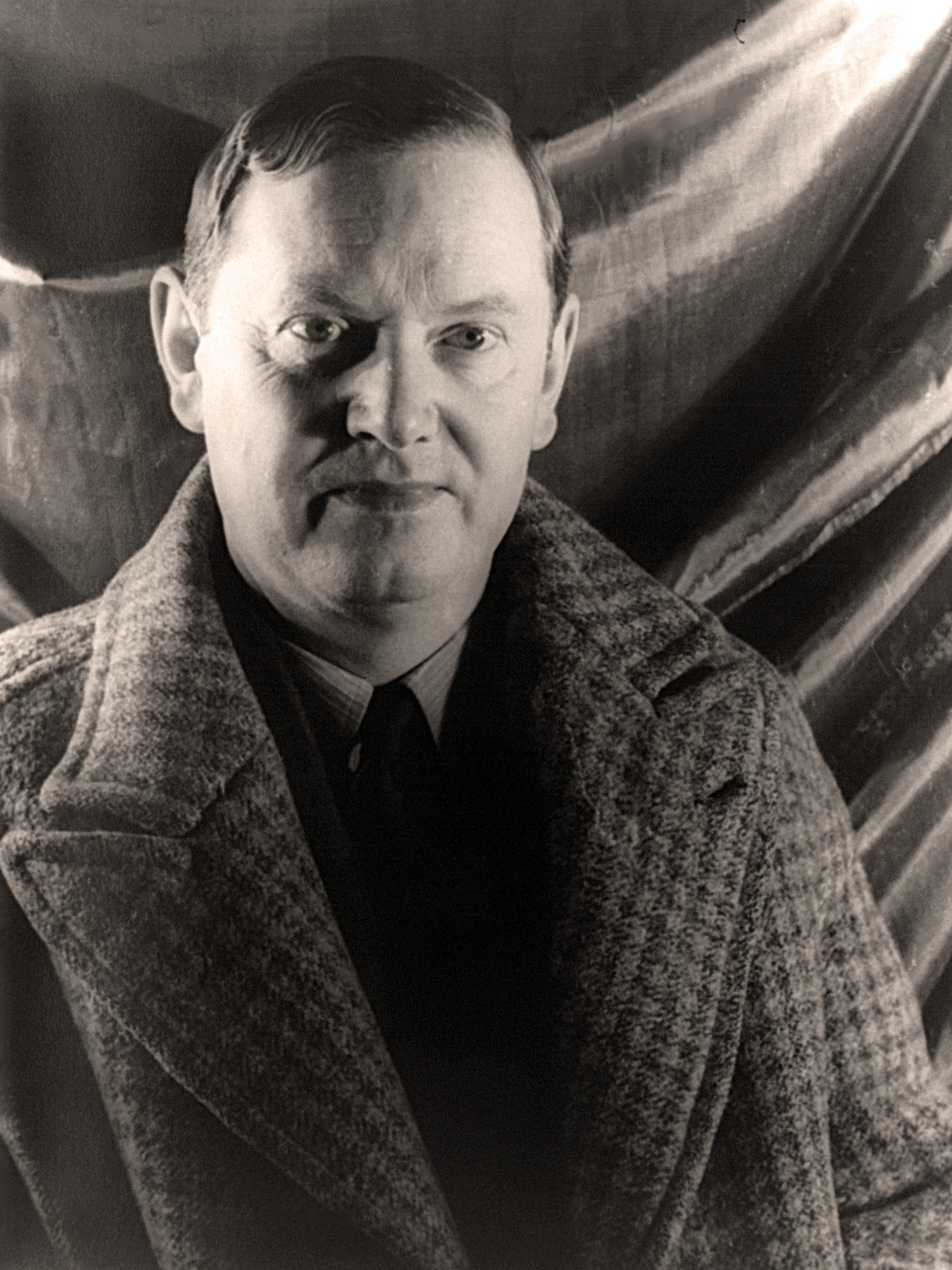
Evelyn Waugh (foto) por volta de 1940. Waugh continuou a zombar de Cruttwell em suas obras fictícias até 1939, pouco antes dos problemas de saúde e da morte de Cruttwell

Evelyn Waugh ingressou no Hertford College com uma bolsa de estudos em janeiro de 1922. Ele havia recebido uma carta de parabéns de Cruttwell, dando-lhe as boas-vindas à faculdade e elogiando-o por sua prosa em inglês: "um dos melhores de todos os candidatos do grupo". Apesar dessa simpatia, as impressões iniciais de Waugh sobre seu tutor foram desfavoráveis — "não era o tipo de pessoa para quem eu tivesse sido preparado pelas histórias de Jowett". A principal base para a cisão que rapidamente se desenvolveu entre eles foi a atitude cada vez mais descuidada de Waugh em relação à sua bolsa de estudos. Cruttwell via a bolsa como um compromisso com o estudo árduo e dedicado. Waugh, no entanto, considerava a bolsa uma recompensa por seus estudos escolares bem-sucedidos e um passaporte para uma vida de prazer. Ele se envolveu em uma série de atividades universitárias em detrimento de seu trabalho acadêmico, até que Cruttwell o aconselhou bruscamente em seu terceiro período que deveria levar seus estudos mais a sério — um aviso que Waugh interpretou como um insulto. “Acho que foi a partir daí que nossa antipatia mútua se tornou incurável”, escreveu.
Durante o tempo restante em Hertford, Waugh perdeu poucas oportunidades de ridicularizar Cruttwell. Ele fez isso em várias contribuições não assinadas para a revista Isis, incluindo um artigo, publicado em março de 1924, na série "Ídolos do Isis". De acordo com o biógrafo de Waugh, Martin Stannard, a zombaria neste artigo foi disfarçada como um elogio, organizado em torno de uma fotografia nada lisonjeira de Cruttwell exibindo "dentes ruins em um sorriso infeliz". Cruttwell, por sua vez, não fez nenhuma manifestação detalhada perante a essas provocações, somente uma referência desdenhosa a Waugh como "um idiota suburbano com complexo de inferioridade".
Waugh deixou Hertford no verão de 1924 sem se formar e recebeu uma breve nota de Cruttwell expressando desapontamento com seu desempenho. A dupla nunca mais se encontrou, mas Cruttwell falou depreciativamente de Waugh alguns anos depois para a futura sogra de Waugh, Lady Burghclere, descrevendo-o como viciado e "vivendo de vodca e absinto". Assim que Waugh construiu sua trajetória profissional como escritor, ele retomou a vingança contra seu antigo tutor, introduzindo uma sucessão de personagens de má reputação ou absurdos chamados pelo sobrenome Cruttwell em seus romances e histórias. Em Decline and Fall (1928), Toby Cruttwell é um ladrão psicopata; em Vile Bodies (1930), o nome pertence a um esnobe parlamentar conservador. Em Black Mischief (1932), Cruttwell é um parasita social, e se torna um duvidoso osteopata ou "manipulador de ossos" em A Handful of Dust (1934). Em Scoop (1938), o general Cruttwell é um vendedor com um falso bronzeamento tropical nas lojas do Exército e da Marinha. O conto de 1935 intitulado "Mr Loveday's Little Outing" narra os atos terríveis de um maníaco homicida que escapou, e foi originalmente publicado como "Mr Cruttwell's Little Outing". A referência final a Cruttwell na ficção de Waugh veio em 1939, no conto "An Englishman's Home", na forma de um mestre escoteiro corrupto. Uma pesquisa foi realizada em 1935 na qual os romancistas foram convidados a indicar seu melhor trabalho, e Waugh respondeu que ainda não havia escrito sua obra-prima: "É a biografia memorial de C. R. M. F. Cruttwell, algum tempo reitor do Hertford College, Oxford, e meu velho professor de história. É um trabalho de amor para aquele a quem, abaixo de Deus, devo tudo". Cruttwell não deu nenhuma resposta pública, embora antecipasse cada novo romance de Waugh com muita ansiedade sobre como ele poderia ser retratado, de acordo com Stannard.

## Últimos anos de vida
Cruttwell permaneceu solteiro a vida toda. Sua única possibilidade de casamento foi com a socialite e anfitriã da sociedade de Nova Iorque, Anne Huth-Jackson, mas foi rejeitado e não há registros de outras ligações românticas. Além de seus deveres acadêmicos, ele gostava de se divertir em sua casa de campo perto da vila de Highclere, em Hampshire, onde estava sempre presente na comunidade local e atuou como juiz de paz. Cruttwell sofria com os problemas de saúde em decorrência dos efeitos dos ferimentos de guerra e dos recorrentes casos de febre reumática. Em 1939, sua má condição física o levou a se aposentar mais cedo de Hertford, seguido por um período de doença mental possivelmente exacerbada pela contínua zombaria de Waugh. Posteriormente, acabou confinado no Burden Neurological Institute, em Stapleton, Bristol, onde morreu em 14 de março de 1941, aos 53 anos de idade. Ele deixou sua coleção de livros e um legado de mil libras esterlinas para o Hertford College, junto com um retrato dele pintado com tinta a óleo em 1937 por sua prima Grace Cruttwell. O valor do inventário de seu patrimônio foi de 19 814 libras esterlinas.

## Repercussão e crítica de suas obras
Os feitos profissionais de Cruttwell foram ofuscados pela atenção dada à sua rivalidade com Waugh, cujo verdadeiro significado, de acordo com o esboço biográfico de Geoffrey Ellis, pode ter sido exagerado. As experiências de Cruttwell como soldado eram tais que ele passou toda a sua carreira escrevendo sobre a guerra, segundo outro biógrafo. "Em A History of Peaceful Change in the Modern World (1937), ele quebra sua cabeça para mudanças pacíficas que não dependiam da guerra". Sua posição como historiador militar é amplamente baseada em sua história da Grande Guerra de 1934, que Ellis elogia como "notável por seus julgamentos francos e destemidos sobre aqueles identificados como os principais atores (militares, navais e políticos) naquele trágico conflito." A obra foi amplamente elogiada na imprensa na época de seu lançamento; A Naval Review considerou sua descrição da Batalha da Jutlândia "admirável": "para aqueles que desejam obter uma ideia clara, mas não muito detalhada, do percurso geral da guerra e das relações das diferentes partes dela entre si, o livro deve ser indispensável". Por outro lado, a crítica do Royal United Services Institute considerou o livro com poucas fontes e a qualidade de sua escrita ruim em alguns lugares. Mais recentemente, o escritor e locutor Humphrey Carpenter criticou o livro como carente de humanidade, exibindo "quase nenhuma consciência do grau terrível de sofrimento que ele narra". No entanto, o historiador Llewellyn Woodward considerou "o estudo mais profundo de qualquer guerra nos tempos modernos" e a inspiração para sua própria história da Grande Guerra de 1970, enquanto o estrategista Colin S. Gray descreve Cruttwell como "o mais equilibrado dos historiadores desse conflito".
As relações de Cruttwell com seus colegas e alunos têm sido objeto de relatos contraditórios. A biógrafa de Waugh, Selina Hastings, o descreve como "pouco atraente" na aparência, "de bom coração, mas difícil", inclinado à misoginia, brusco e às vezes ofensivo com seus colegas homens. A descrição de Waugh é de alguém "alto, quase grosseiro, com o rosto de um bebê petulante", de fala indistinta, que "fumava um cachimbo preso a seus lábios gordos por um fio de lodo". Stannard registra que o colega contemporâneo de Waugh, Christopher Hollis, não encontrou nada particularmente notável sobre Cruttwell. "Como Waugh", diz Stannard, "Cruttwell exibia suas excentricidades e tinha um senso de humor nada caridoso". O esboço biográfico de Ellis, de 2004, sugere que grande parte da maneira rebarbativa de Cruttwell pode ter sido resultado de simples timidez.
Havia claramente animosidade mútua entre Cruttwell e Waugh, e Hastings aponta que Cruttwell teria justificativa para suspender Waugh da faculdade em várias ocasiões, mas não o fez. Ellis reconhece um "caráter enérgico, franco e excêntrico", mas enfatiza a generosa hospitalidade de Cruttwell com amigos próximos e sua preocupação com o bem-estar de seus alunos.

## Obras publicadas
Uma lista de trabalhos publicados por C. R. M. F. Cruttwell:
- The War Service of the 1/4 Royal Berkshire Regiment (T.F.) (em inglês). Oxford: Basil Blackwell. 1922
- British History, 1760–1822 (em inglês). Londres: G Bell & Co Ltd. 1928
- European History, 1814–1878 (em inglês). Londres: G Bell & Co Ltd. 1932
- A History of the Great War 1914–1918 (em inglês). Oxford: Clarendon Press. 1934
- Wellington (em inglês). Londres: Duckworth. 1936
- The Role of British Strategy in the Great War (em inglês). Cambridge: Cambridge University Press. 1936. (versão publicada da palestra de Lees-Knowles em 1936)
- A History of Peaceful Change in the Modern World (em inglês). Oxford: Oxford University Press. 1937
- The Medieval administration of the Channel Islands: 1199–1399 (em inglês). Londres: H. Milford, Oxford University Press. 1937. (Co-author with John H Le Patourel; George Norman Clark; Maurice Powicke.)